# Argentino (Münze)

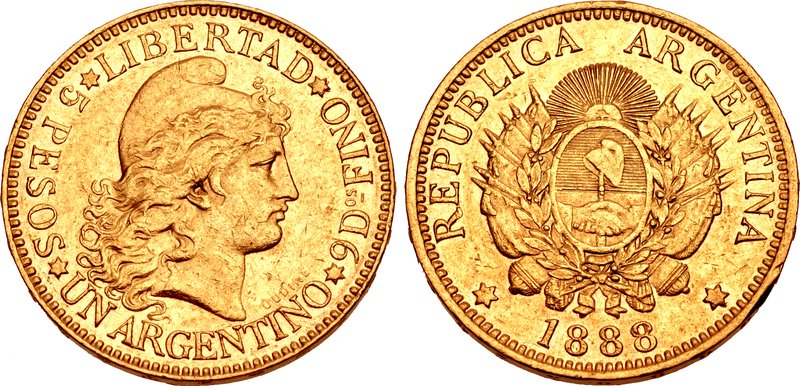
Argentino von 1888 (Gold; Durchmesser 22 mm; 8,06 g)

Der Argentino ist eine argentinische Goldmünze zu fünf Pesos.
Das Feingewicht der Goldmünze beträgt 7,258 g bei einem Raugewicht von  8,0645 g. In den Jahren 1881 und 1884 wurde der Halbargentino und 1881 bis 1896 der Argentino ausgeprägt. Die Münzstätte ist Buenos Aires in Argentinien. Der Entwurf der Münze stammt von Eugène-André Oudiné.

## Münzbeschreibung
Vorder- und Rückseite werden mitunter vertauscht angegeben.

### Vorderseite
Die Vorderseite des Argentino zeigt den Freiheitskopf, das ist der Kopf der Argentina, der auch als Personifikation der Freiheit gilt. Die Kopfbedeckung ist eine phrygische Mütze. Rechts befindet sich die Signatur OUDINÉ des Entwerfers der Münzbilder.
- Umschrift: – LIBERTAD  – 5 PESOS  – UN ARGENTINO  – 9 DOS FINO (os hochgestellt). In der Umschrift befinden sich vier  sechszackige Sterne.
- Übersetzung: – Freiheit – 5 Peso – ein Argentino – Feingehalt 900⁄1000.

### Rückseite
Die Rückseite zeigt das Staatswappen der Republik Argentinien, darunter befindet sich das Jahr der Münzprägung zwischen zwei sechszackigen Sternen.
- Umschrift: REPUBLICA ARGENTINA.
- Übersetzung: Republik Argentinien.

Die Münze hat eine Randschrift mit erhabenen Buchstaben die auch zur Vermeidung von Beschneidung diente. Sie lautet IGUALDAD ANTE LA LEY (Gleichheit vor dem Gesetz).